# Louder than Words
Louder than Words ist ein Lied, geschrieben von David Gilmour (* 1946) und Polly Samson (* 1962). Das Stück, mit dem Text von Samson und der Musik von Gilmour, wurde von der britischen Rockband Pink Floyd für ihr fünfzehntes Studioalbum, The Endless River als letztes Lied auf dem Album verwendet. Das Lied, das seine Wurzeln in den Aufnahmen aus dem Jahr 1993 für das vorherige Studioalbum The Division Bell hatte, enthält einen posthumen Auftritt des Pink-Floyd-Keyboarders Richard Wright. Louder than Words ist das einzige Lied auf dem Album mit Gesang (David Gilmour).

## Musikvideo
Ein Musikvideo zu Louder than Words wurde zum Verkaufsstart des Albums auf dem YouTube-Kanal der Band veröffentlicht. Das Video thematisiert die Austrocknung des Aralsees. Große Teile des Videos wurden von dem Regisseur Po Powell am fast ausgetrockneten Aralsee zwischen Kasachstan und Usbekistan gedreht. Powell stellt den surreal erscheinenden Landschaftsbildern die Hoffnungslosigkeit einer Familie gegenüber, deren Großvater noch ein eigenes Schiff besaß, das nun als verfallendes Wrack auf dem salzigen ehemaligen Seeboden liegt.
Der Titel des Songs geht auf das Album A Momentary Lapse of Reason von 1987 zurück, auf dessen letztem Song Sorrow heißt es: „The silence that speaks so much louder than words of promises broken“.

## Weblink
- Text von Louder than Words mit deutscher Übersetzung